# Hydrobia antarctica
Hydrobia antarctica is een slakkensoort uit de familie van de Hydrobiidae. De wetenschappelijke naam van de soort is voor het eerst geldig gepubliceerd in 1868 door Philippi.